# Calathea pseudoveitchiana
Calathea pseudoveitchiana är en strimbladsväxtart som beskrevs av H.A.Kenn. Calathea pseudoveitchiana ingår i släktet Calathea och familjen strimbladsväxter. Inga underarter finns listade.